# Arthur Yamga
Arthur Kevin Yamga Tientcheu (Parigi, 7 settembre 1996) è un calciatore francese, attaccante del Maghreb Fès.

## Caratteristiche tecniche
È un'ala sinistra.

## Carriera
Cresciuto nel settore giovanile del Chievo, il 7 agosto 2015 passa in prestito al Siena, con cui inizia la carriera professionistica. Dopo una buona annata a livello individuale, il 1º luglio 2016 si trasferisce, sempre a titolo temporaneo, all'Arezzo. Dopo aver firmato un rinnovo triennale con il Chievo, nella stagione successiva gioca in Serie B, con le maglie di Carpi e Pescara, trovando tuttavia poco spazio in entrambe le squadre.
Trasferitosi quindi allo Châteauroux, nel 2019 viene ceduto a titolo definitivo al Desportivo Aves, con cui firma un triennale. Nel luglio del 2020 viene svincolato dal club portoghese a causa dei debiti accumulati, che hanno portato la squadra alla retrocessione al Campeonato de Portugal.
Il 23 settembre seguente viene tesserato dal Vejle, club danese con cui si lega fino al 2022.
Il 16 ottobre 2021 firma per l'Esteghlal, con cui segna due gol all'esordio nella massima serie iraniana.

## Statistiche

### Presenze e reti nei club
Statistiche aggiornate al 7 aprile 2023.
| Stagione        | Squadra         | Campionato      | Campionato | Campionato | Coppe nazionali | Coppe nazionali | Coppe nazionali | Coppe continentali | Coppe continentali | Coppe continentali | Altre coppe | Altre coppe | Altre coppe | Totale | Totale |
| Stagione        | Squadra         | Comp            | Pres       | Reti       | Comp            | Pres            | Reti            | Comp               | Pres               | Reti               | Comp        | Pres        | Reti        | Pres   | Reti   |
| --------------- | --------------- | --------------- | ---------- | ---------- | --------------- | --------------- | --------------- | ------------------ | ------------------ | ------------------ | ----------- | ----------- | ----------- | ------ | ------ |
| 2015-2016       | Siena           | LP              | 25         | 4          | CI-LP           | 6               | 3               | -                  | -                  | -                  | -           | -           | -           | 31     | 7      |
| 2016-2017       | Arezzo          | LP              | 28+1       | 3          | CI+CI-LP        | 2+1             | 0               | -                  | -                  | -                  | -           | -           | -           | 32     | 3      |
| 2017-gen. 2018  | Carpi           | B               | 2          | 0          | CI              | 1               | 0               | -                  | -                  | -                  | -           | -           | -           | 3      | 0      |
| gen.-giu. 2018  | Pescara         | B               | 4          | 0          | CI              | -               | -               | -                  | -                  | -                  | -           | -           | -           | 4      | 0      |
| 2018-2019       | Châteauroux     | L2              | 20         | 1          | CF+CdL          | 1+0             | 0               | -                  | -                  | -                  | -           | -           | -           | 21     | 1      |
| 2019-2020       | Desportivo Aves | PL              | 21         | 1          | CP+CdL          | 1+0             | 0               | -                  | -                  | -                  | -           | -           | -           | 22     | 1      |
| 2020-2021       | Vejle           | SL              | 10+10      | 0          | CD              | 3               | 2               | -                  | -                  | -                  | -           | -           | -           | 23     | 2      |
| set.-ott. 2021  | Vejle           | SL              | 7          | 0          | CD              | 2               | 0               | -                  | -                  | -                  | -           | -           | -           | 9      | 0      |
| Totale Vejle    | Totale Vejle    | Totale Vejle    | 17+10      | 0          |                 | 5               | 2               |                    | -                  | -                  |             | -           | -           | 32     | 2      |
| 2021-2022       | Esteghlal       | PL              | 27         | 10         | CI              | 2               | 0               | -                  | -                  | -                  | -           | -           | -           | 29     | 10     |
| Totale carriera | Totale carriera | Totale carriera | 155        | 19         |                 | 19              | 5               |                    | -                  | -                  |             | -           | -           | 174    | 24     |

## Palmarès

### Club

#### Competizioni giovanili
- Campionato Primavera: 1

Chievo: 2013-2014

#### Competizioni nazionali
- Campionato iraniano: 1

Esteghlal: 2021-2022
- Supercoppa d'Iran: 1

Esteghlal: 2022